# Neutronenradiographie
Die Neutronenradiographie (kurz Neutrographie) ist ein zur Radiographie analoges Verfahren zur zerstörungsfreien Werkstoffprüfung, das insbesondere bei wasserstoffhaltigen Werkstoffen (z. B. zahlreichen Kunststoffen) angewandt werden kann.

## Physikalische Grundlagen
Neutronen haben wegen der fehlenden elektrischen Ladung im Unterschied zu Elektronen und Protonen ein hohes Durchdringungsvermögen durch Materie. Während Röntgenstrahlen hauptsächlich mit der Elektronenhülle der Atome in Wechselwirkung treten und deren Absorption in Materie daher stetig mit der Ordnungszahl des Elementes zunimmt, erfolgt die Wechselwirkung von Neutronen mit den Atomkernen und zeigt keine Korrelation mit der Ordnungszahl, hingegen ist der totale Wirkungsquerschnitt (Absorption und Streuung) thermischer Neutronen, der ein Maß für die Stärke der Wechselwirkung ist, für leichte Elemente, wie Wasserstoff, Lithium, Bor, Kohlenstoff, bedeutend höher als für schwere Elemente.
Dieser wesentliche Unterschied macht die Neutronenradiographie zu einem die Röntgenographie ergänzenden Verfahren der zerstörungsfreien Werkstoffprüfung für Bauteile aus leichten Elementen. Allerdings ist die Anwendung der Neutronenradiographie durch die beschränkte Verfügbarkeit strahlstarker Neutronenquellen eingeschränkt.

## Technik

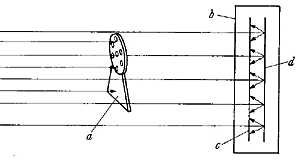
Bild 1: Einfacher Versuchsaufbau (schematisch)

Als Neutronenquellen kommen radioaktive Quellen (Neutronenerzeugung über Kernreaktionen), Teilchenbeschleuniger, Forschungsreaktoren und Spallationsneutronenquellen in Frage, wobei im Allgemeinen nur die letzteren beiden hinreichenden Neutronenfluss bieten.
Der aus einem Strahlrohr möglichst gut kollimierte thermische Neutronenstrahl zeigt nach Durchsetzung der zu untersuchende Probe eine räumlich unterschiedliche Intensitätsverteilung, die von geeigneten Detektoren registriert wird.
Als Detektoren kommen Filme und ortsauflösende Neutronenzählrohre und Halbleiterdetektoren in Verbindung mit elektronischen Bildverstärkern in Frage. In Verbindung mit Filmen und anderen Detektoren, die für Neutronen durchlässig sind, muss ein Neutronen absorbierender Konverter eingesetzt werden, der durch Kernreaktionen die Neutronen in registrierbare Strahlung umsetzt.

## Demonstrationsbeispiele

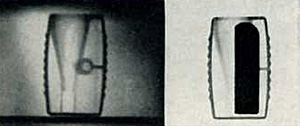
Bild 2: links Neutrographie, rechts Röntgenbild eines Bleistiftspitzers aus Plastik

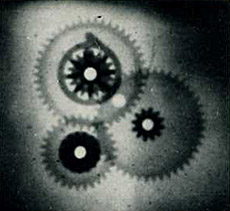
Bild 3: Neutrographie von Polyamid-Zahnrädern im Innern eines Waschmaschinen-Programmschaltwerks aus Stahlblech

Die Abbildungen zeigen zwei Demonstrationsbeispiele von Neutronenradiographien, die am inzwischen rückgebauten Forschungsreaktor FRJ-1 des Forschungszentrums Jülich aufgenommen wurden. Den einfachen Versuchsaufbau zeigt schematisch Abbildung 1. Der aus einem Strahlrohr des Reaktors austretende thermische Neutronenstrahl (Neutronenflußdichte ca. 106 Neutronen/cm², Energie ca.0,04 eV) trifft auf die Probe a, durchsetzt ungehindert den Film c und wird in der Konverterfolie d absorbiert oder gestreut. Die in der Konverterfolie ausgelösten Lichtblitze schwärzen den mit der lichtempfindlichen Schicht zur Konverterfolie hin liegenden Film. Film und Konverterfolie liegen plan aufeinander in einer Polaroid-Filmkassette b; sie sind in der Abbildung übersichtshalber auseinandergezogen. Die Konverterfolie besteht aus einer Mischung von LiF als Neutronenabsorber und -streuer und mit Silber sensibilisiertem ZnS als Szintillator, das in einer Plastikfolie gebunden ist.
Bild 2 zeigt die neutrographische Aufnahme eines Bleistiftspitzers aus Kunststoff im Vergleich zu einer Röntgenaufnahme. Während die Neutrographie nur die Kunststoffteile wiedergibt – an der Stelle, an der die Befestigungsschraube für die Klinge sitzt, ist nur das Gewindeloch zu erkennen – zeigt die Röntgenaufnahme hauptsächlich die Metallklinge. Neutrographie und Röntgenaufnahme ergänzen sich.
Bild 3 zeigt drei Polyamid-Zahnräder im Innern eines blechgekapselten Waschmaschinen-Programmschaltwerks und demonstriert die Möglichkeit der Sichtbarmachung von leichten, wasserstoffhaltigen Kunststoffteilen durch Stahlblech hindurch, was so mit einer Röntgenaufnahme nicht möglich ist. Man beachte, auch hier sind die Zahnradachsen nicht sichtbar.

## Anwendungsmöglichkeiten
Die beschränkte Zugänglichkeit hinreichend intensitätsstarker Neutronenquellen schränkt die Anwendung der Neutronenradiographieh stark ein. Denkbar sind folgende Anwendungsmöglichkeiten:
- zerstörungsfreie Prüfung von Metallklebungen (Flugzeugbau)
- Prüfung kunststoffvergossener Bauteile auf Lunker (Transformatoren)
- Füllstandsprüfung an undurchsichtigen Behältern
- Untersuchung von radioaktiven Kernbrennstäben (Hydridansammlungen)
- Untersuchungen zum Speicherverhalten von Wasserstoff in z. B. Metallhydriden

An hinreichend starken Neutronenquellen und mit empfindlichen Detektoren ist auch eine Beobachtung dynamischer Vorgänge möglich.

## Belege
1. ↑  Aufbau einer dynamischen Radiografie- und Tomografiestation mit thermischen Neutronen (PDF; 5,5 MB)
2. ↑  Blicke in den laufenden Motor. In: Welt der Physik. Archiviert vom Original am 17. August 2014.